# Lies Tizioualou
Lies Tizioualou est un joueur algérien de volley-ball, né le 23 mars 1965,,

## Clubs

### Joueur
| Club                     | Pays    | De        | À         |
| ------------------------ | ------- | --------- | --------- |
| MC Alger                 | Algérie | 1985-1986 | 1995-1996 |
| Sennecey-le-Grand        | France  | 1996-1997 | 1997-1998 |
| Avignon                  | France  | 1997-1998 | 2000-2001 |
| Dunkerque Grand Littoral | France  | 2001-2002 | 2002-2003 |
| Aix Université Club      | France  | 2003-2004 | 2006-2007 |
| AS Orange Nassau         | France  | 2008-2009 | 2009-2010 |

### Entraîneur
| Club             | Pays    | De        | À         | Qualité |
| ---------------- | ------- | --------- | --------- | ------- |
| Équipe d'Algérie | Algérie | 2014-2015 | 2014-2015 |         |
| Avignon          | France  | 2016-2017 | 2017-2018 |         |

## Palmarès

### En club
- Champion de France Ligue B : 1999, 2000

### Enéquipe d'Algérie
- Jeux olympiques :
  - 1992 : 12e
- Championnats du monde :
  - 1994 : 13e
  - 1998 : 22e

- Championnat d'Afrique :
  - 1991:   Vainqueur
  - 1993 :   Vainqueur

- Jeux africains :
  - 1991:   Vainqueur
- championnat arabe (2) :
  - 1994 ,1998:   Vainqueur

## Entraîneur

### Avec l'équipe d'Algérie
- Troisième au championnat arabe : 2014

- Quatrième au Championnat d'Afrique : 2015